# Гавр (вулкан)
Гавр - підводний вулкан, розташований недалеко від островів Кермадек в  Тихому океані.
Вважається, що виверження підводного вулкана Гавр, яке відбулося в 2012 році, стало найсильнішим в своєму класі за останні 100 років.
Незабаром після виверження вулканологи виявили біля берегів Нової Зеландії великий плавучий острів з пемзи (пориста вулканічна порода) площею до 26 тисяч квадратних кілометрів. Товщина острова досягала 3,5 метра. Через три місяці після виверження маса розкололася на окремі шматки породи, частина яких опустилася на морське дно, а інші були прибиті до берегів островів Тонга, Нової Зеландії та Австралії.
На глибині 1 220 метрів була виявлена 4,5-кілометрова кальдера вулкану Гавр - велика улоговина, що утворилася при обваленні верхньої частини вулкана всередину. 
За всю історію спостережень виверження Гавра стало найсильнішим серед підводних вулканів. При цьому, за оцінками дослідників, воно було в 1,5 рази могутніше, ніж вибух наземного вулкана Сент-Хеленс в 1980 році, сила якого оцінюється в п'ять балів з восьми за шкалою вулканічної активності VEI.